# Степне (Солонешенський район)
Степне́ (рос. Степное) — село у складі Солонешенського району Алтайського краю, Росія. Адміністративний центр Степної сільської ради.

## Населення
Населення — 363 особи (2010; 458 у 2002).
Національний склад (станом на 2002 рік):
- росіяни — 91 %